# Délai de viduité
Le délai de viduité est un délai imposé par le droit aux femmes veuves ou divorcées avant de pouvoir contracter un nouveau mariage, c'est-à-dire de se remarier. Il s'agit d'éviter les conflits de filiation paternelle concernant les enfants conçus avant la mort ou le divorce.

## Droit par pays

### Canada

#### Québec
La clause de viduité est une clause réputée non écrite en vertu de l'article 757, al. 2 du Code civil du Québec : « Ainsi est réputée non écrite la disposition limitant les droits du conjoint survivant lorsqu’il se lie de nouveau par un mariage ou une union civile. »

### Chili
Au Chili, le délai de viduité était de 270 jours jusqu'en 2020, année de son abrogation.

### France
En France, le code civil établissait un délai de viduité de trois cents jours.
« La femme ne peut contracter un nouveau mariage qu’après trois cents jours révolus depuis la dissolution du mariage précédent. »
— Article 228 du code civil (abrogé).
Ce délai est abrogé en 2005,.

### Japon
Au Japon le délai est de 100 jours avant de disposer du droit de se remarier. Jusqu'en 2016, ce délai était de six mois,.

### Pays musulmans
Le droit musulman du mariage prévoit une telle période, dite idda, qui varie selon les situations. Un délai de quatre mois et dix jours dans le calendrier hégirien (arabe) est imposé pour les veuves. La durée varie en revanche en cas de dissolution du mariage : 
- si la femme est prépubère, le délai de viduité est de 3 mois (Coran 65/4)
- si la femme se trouve enceinte, le délai de viduité s’étend jusqu’à son accouchement.
- si la femme a ses règles régulièrement il faut observer un délai d’attente de trois menstrues (Coran 2/228).
- Pour les femmes ménopausées le délai est de trois mois lunaires. De même pour celles qui n’ont pas encore de règles […] (Coran 65/4)[6],[7][source insuffisante].